# MikroTik
MikroTik (oficialmente SIA "Mikrotīkls") es un fabricante letón de equipos de red. La compañía desarrolla y vende enrutadores de red cableados e inalámbricos, conmutadores de red, puntos de acceso, así como sistemas operativos y software auxiliar. La compañía fue fundada en 1996 con el objetivo de vender equipos en mercados emergentes. A septiembre de 2018, la compañía tenía más de 140 empleados. En 2015 fue con 202 millones de euros la 20.ª compañía más grande de Letonia por ingresos.

## Productos
La línea de productos de MikroTik incluye dispositivos de red para usuarios finales (enrutadores, conmutadores y puntos de acceso), placas de hardware y software de enrutamiento.

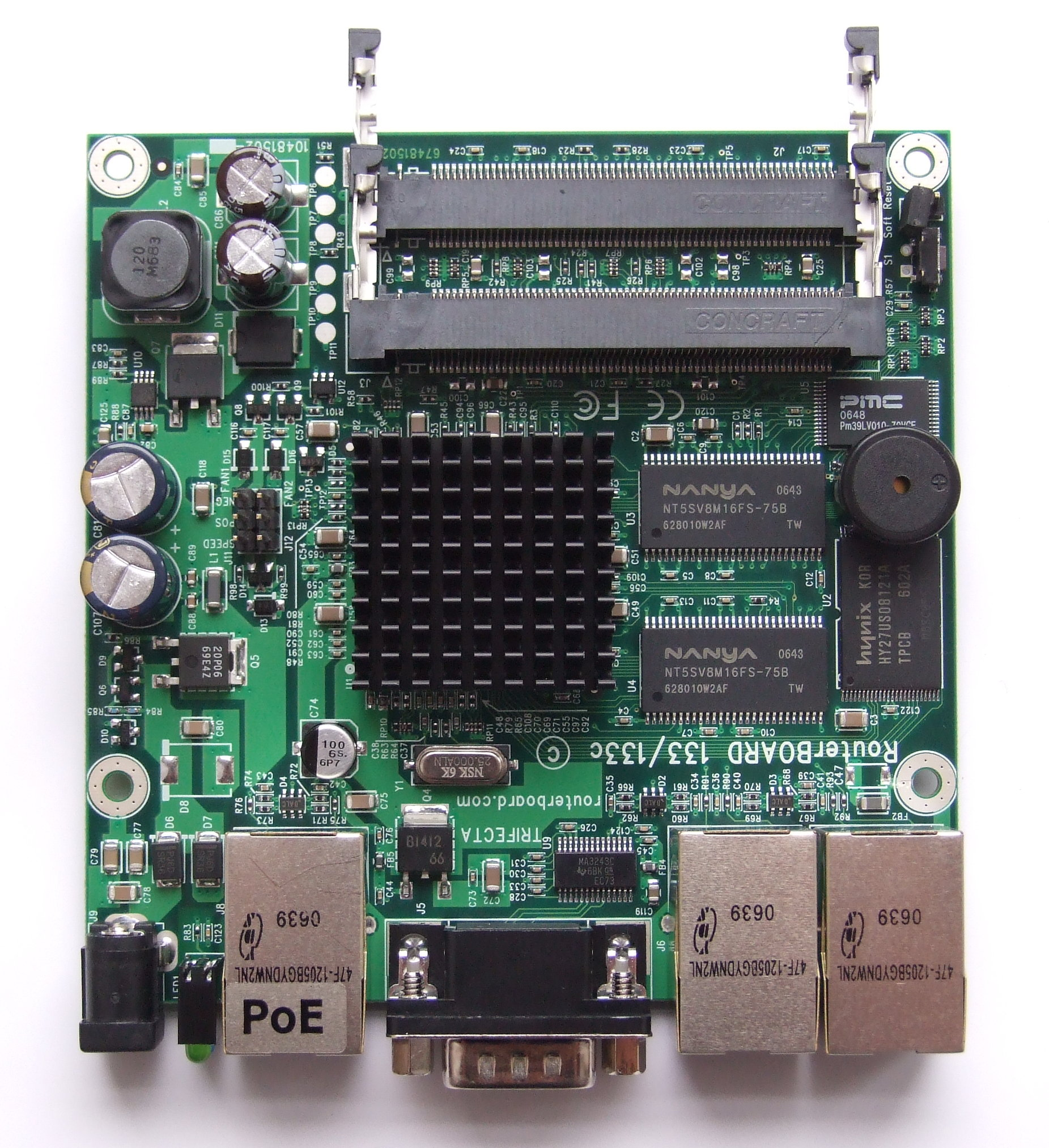
Placa RouterBOARD 133

### RouterBOARD
RouterBOARD es una plataforma de hardware de MikroTik, que es una línea de enrutadores y switches que ejecutan el sistema operativo RouterOS. Las diversas opciones de RouterBOARD proporcionan una variedad de escenarios de aplicación, desde la ejecución de puntos de acceso inalámbrico y conmutadores de red administrados hasta dispositivos de firewall con características de calidad de servicio (QoS). 
Casi todos los modelos de dispositivos RouterBOARD pueden ser alimentados por alimentación pasiva a través de Ethernet (PoE) y tienen un conector para una fuente de alimentación externa. 
Los modelos de dispositivos diseñados para trabajar con tecnologías inalámbricas tienen una ranura miniPCI/miniPCIe para módulos de radio. La mayoría de los modelos también poseen un conector para acceso al puerto serie. Están disponibles tanto como un dispositivo con carcasa, como placas base solamente. 

#### Modelos para consumo

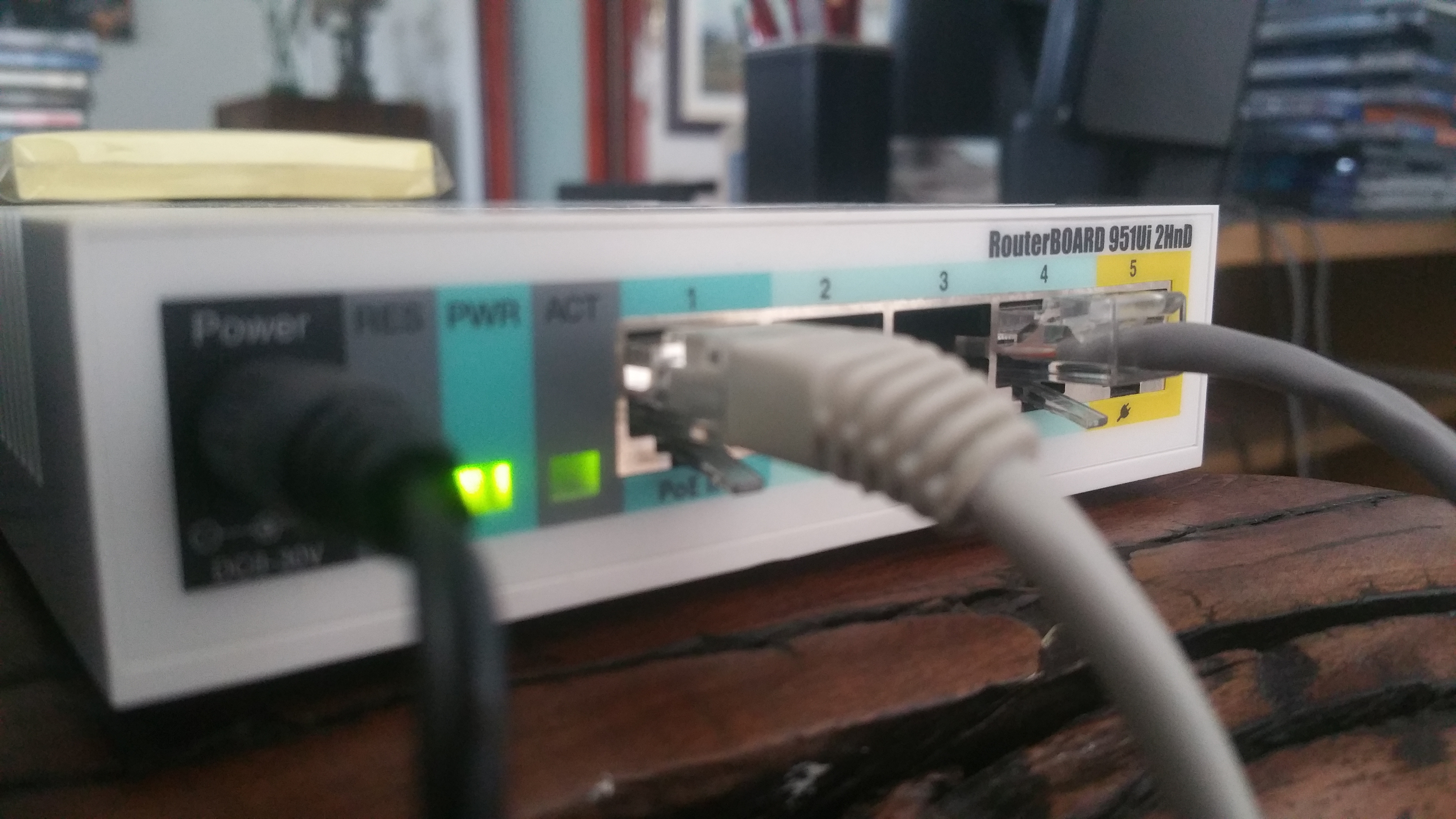
RB951Ui-2HnD

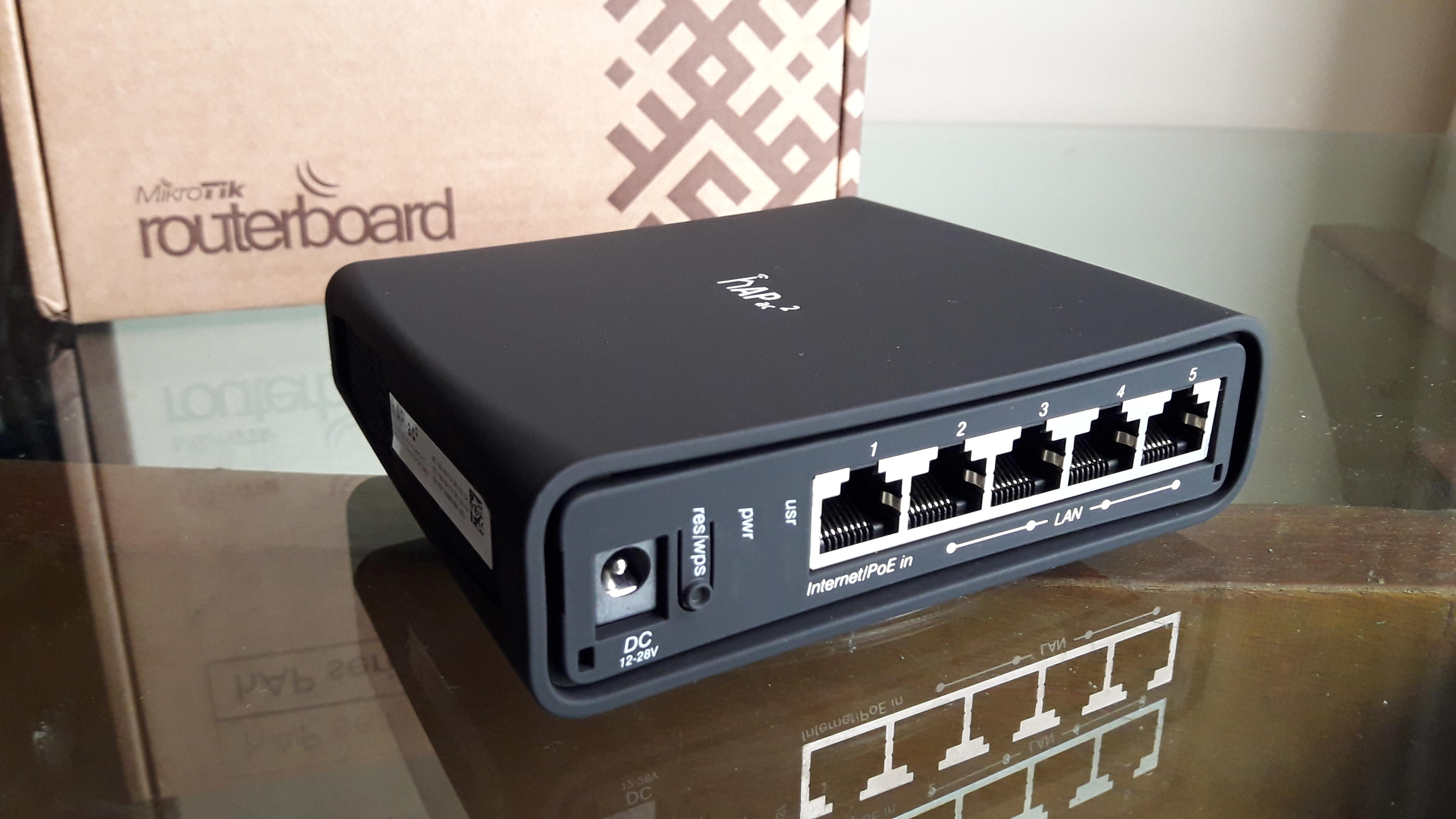
hAP ac^{2}

- hEX y hAP, enrutadores domésticos de bajo costo.
- Audience, punto de acceso tribanda con soporte topología en malla.
- Chateau, enrutadores domésticos multipropósito con conectividad LTE.
- mAP, puntos de acceso inalámbrico de tamaño reducido.
- cAP, puntos de acceso para montaje en techo.
- wAP, puntos de acceso para montaje en pared.
- PWR-LINE, dispositivos que proveen conectividad a través de la red eléctrica domiciliaria.

#### Modelos para telecomunicaciones
- RB, CCR, CRS y CSS, enrutadores y switches de gama media a alta para montaje en bastidor con puertos Ethernet y SFP, y conectividad inalámbrica. Recientemente, se lanzó el CCR2004-1G-2XS-PCIe, un enrutador en factor forma de una tarjeta PCIe, para su uso dentro de un PC o servidor, tanto como NIC como enrutador.[2]
- PowerBox, FiberBox y netFiber, enrutadores Ethernet PoE y SFP para exterior.
- netPower, switches Ethernet PoE y SFP de gran densidad para exterior.
- OmniTIK, puntos de acceso para exterior con antena omnidireccional integrada.
- SXT, SEXTANT y DISC, CPE para exterior con antena direccional integrada, destinados como puntos de acceso y backbone.
- mANTBox, estación base para exterior con antena direccional integrada.
- Cube, CPE punto a multipunto de 60 GHz para exterior.
- LHG, DynaDish y Wireless Wire, CPE punto a punto para largas distancias con antena parabólica integrada.
- LDF, CPE punto a punto para largas distancias, para uso con antenas parabólicas de TV estándar
- BaseBox, NetBox y NetMetal, CPE multiptopósito para exterior, con conectores RP-SMA para uso con antenas mANT o de terceros.
- Groove y Metal, CPE multipropósito en formato bullet, para uso con antenas omnidireccionales o yagi sin pigtail.
- LtAP, CPE con características de punto de acceso, LTE y GPS, para vehículos en movimiento.
- KNOT, puerta de enlace para dispositivos IoT

### RouterOS
RouterOS es un sistema operativo de red basado en el núcleo Linux, preinstalado en los dispositivos RouterBOARD. También se puede instalar en una PC, convirtiéndola en un enrutador con firewall, servidor VPN y cliente, y punto de acceso inalámbrico. El sistema puede servir como un portal cautivo personalizable para un punto de acceso inalámbrico. Además, MikroTik dispone de imágenes de RouterOS para su uso en máquinas virtuales y servicios en la nube, llamada Cloud Hosted Router (CHR), disponible como imagen de máquina virtual para la distintas soluciones de virtualización, incluyendo el marketplace de Amazon Web Services. 
RouterOS se puede configurar a través de una interfaz de línea de comandos accesible por puerto serie, telnet y Secure Shell (SSH), y a través de una interfaz gráfica de usuario disponible como una interfaz basada en web (WebFig), una aplicación de software basada en Microsoft Windows (Winbox) y aplicaciones para iOS y Android. Una interfaz de programación de aplicaciones (API) permite el desarrollo de aplicaciones especializadas para monitoreo y administración. 

#### Versiones principales
- RouterOS v7: (6 de diciembre de 2021). Basado en el Kernel de Linux versión 5.6.
- RouterOS v6: mayo de 2013 (basado en el núcleo Linux 3.3.5). Hasta noviembre de 2020.
- RouterOS v5: marzo de 2011 - septiembre de 2013 (basado en el kernel Linux 2.6.35)
- RouterOS v4: octubre de 2009 - marzo de 2011 (basado en el kernel Linux 2.6.26)
- RouterOS v3: enero de 2008 - octubre de 2009 (basado en el núcleo Linux 2.4.31)

#### Versiones en desarrollo
- RouterOS v7: Febrero de 2024 - versión 7.14

#### Modelo de licenciamiento
RouterOS se distribuye gratuitamente. Sin embargo, las características están implementadas mediante un modelo de licenciamiento pago por niveles. Cada dispositivo RouterBOARD viene con RouterOS y una licencia específica preinstalada, según su propósito; para su instalación en dispositivos de terceros, el cliente debe pagar el valor de la licencia.
- 0 (prueba de 24 horas): todas las características habilitadas, para ser probado dentro de un periodo de 24 horas. Antes de que expire la prueba, el usuario debe instalar una licencia válida.
- 1 (demo gratuita): la mayoría de las características habilitadas (excepto protocolos de enrutamiento y redes inalámbricas), limitadas a una instancia en algunas de estas. Requiere de una clave de licencia (sin costo).
- 3 (WISP CPE): presente en dispositivos RouterBOARD CPE (cliente inalámbrico y enlaces punto a punto/multipunto). No está disponible comercialmente como producto separado, y la licencia carece de características para puntos de acceso inalámbrico.
- 4 y 5 (WISP): todas las características habilitadas, con límites de 200 y 500 instancias respectivamente en algunas de estas. Presente en dispositivos RouterBOARD de gama baja a media. La clave de licencia tiene un precio de venta de US$45 y US$95 respectivamente.
- 6 (controlador): todas las características habilitadas, sin límites. Presente en dispositivos RouterBOARD de gama alta. La clave de licencia tiene un precio de venta de US$250

El modelo de licenciamiento para RouterOS en la nube es el siguiente:
- free: limitada a 1 Mb/s por interfaz. No requiere clave de licencia.
- Prueba de 60 días sin limitaciones. Requiere una clave de licencia (sin costo).
- p1: licencia perpetua, limitada a 1 Gb/s de subida por interfaz. La clave de licencia tiene un precio de venta de $US$45.
- p10: licencia perpetua, limitada a 10 GB/s de subida por interfaz. La clave de licencia tiene un precio de venta de US$95.
- p-unlimited: licencia perpetua, sin limitaciones de ancho de banda. La clave de licencia tiene un precio de venta de US$250.

El modelo de licenciamiento de RouterOS en la nube entrega todas las características ofrecidas sin limitaciones, y está limitada a una instancia de VM por licencia.

### SwOS
Es un sistema operativo orientado a la línea de switches de RouterBOARD. Está basado en un subconjunto de características de RouterOS.

### Certificaciones Oficiales
Desde MikroTik se lanzaron una serie de certificaciones oficiales para los usuarios de sus dispositivos. Estas certificaciones acreditan los conocimientos del usuario por parte del fabricante para gestionar y administrar sus dispositivos.
Existen distintos tipos de certificaciones
- MTCNA: Certificación inicial, conocimientos básicos y comandos necesarios para su configuración. Esta certificación es necesaria para acceder al resto.
- MTCRE: Sistema de enrutamiento básico.
- MTCINE: Sistema de enrutamiento avanzado. Es necesario tener la certificación MTCRE.
- MTCTCE: Optimización del tráfico.
- MTCUME: Configuración y gestión del User Manager.
- MTCWE: Sistemas Wireless.
- MTCIPv6E: Implementación de IPv6 en dispositivos MikroTik.
- MTCSE: Seguridad en dispositivos MikroTik.
- Certified Trainer: Certificación por la que te capacita para impartir los cursos oficiales.

## Vulnerabilidades conocidas
El 23 de mayo de 2018, Cisco Talos Intelligence Group informó que algunos dispositivos MikroTik fueron encontrados vulnerables al malware VPNFilter. Los enrutadores MikroTik han sido comprometidos por el malware de criptomonedas Coinhive.

## Aceptación del producto
Para apoyar el mercado, la compañía ha establecido una red de revendedores y asociados de capacitación que emiten diversas certificaciones a los profesionales de la industria.
Los productos MikroTik han encontrado aceptación en varios nichos de mercado. Son populares en proyectos hágalo usted mismo para las redes de computadoras y en aplicaciones de bajo presupuesto.

### Patrocinio a la Universidad de Letonia.
MikroTik es un patrocinador platino de la Fundación de la Universidad de Letonia. Ha estado apoyando a la universidad desde 2011, cuando la compañía donó dos conjuntos de enrutadores MikroTik con una amplia gama de funcionalidades a la Facultad de Informática de la Universidad de Letonia. A finales de 2015, SIA MikroTik donó €500.000 para la implementación de proyectos de la Universidad de Letonia, la Facultad de Ciencias de la Computación (DF), la Facultad de Física, Matemáticas y Optometría (FMOF), así como la Facultad de Medicina (MF ) En 2016, SIA MikroTik donó €1.000.000, continuando la cooperación con la Fundación LU en el desarrollo de la educación superior, la ciencia y la cultura. A finales de 2017, SIA "Mikrotīkls" donó €250.000 para desarrollar aún más el campo de las ciencias exactas, de la vida y médicas en la Universidad de Letonia. En 2018, la Universidad de Letonia continuó apoyando el desarrollo de las ciencias naturales, la vida y las ciencias médicas mediante la donación de 250,000 euros. En 2019, se donaron €400.000 para la implementación de varios proyectos.